# إيالة يانيه
إيالة يانيه (بالعثمانية: ایالت یانیه)؛ إيالة عثمانية وتقسيم إداري عثماني تضم الإيالة اليوم جنوب ألبانيا (ألبانيا) ووسط وشمال اليونان (اليونان). وقد شُكلت في 1670م وكان مركزها أوعاصمتها يوانينا.